# Stratego (Cartagine)
La carica di stratego aveva poteri militari e amministrativi a Cartagine, secondo Polibio e Diodoro Siculo. Nella metà del III secolo a.C. fu conferita la strategia di tutta la Libia ad Annone.